# Біляче колесо

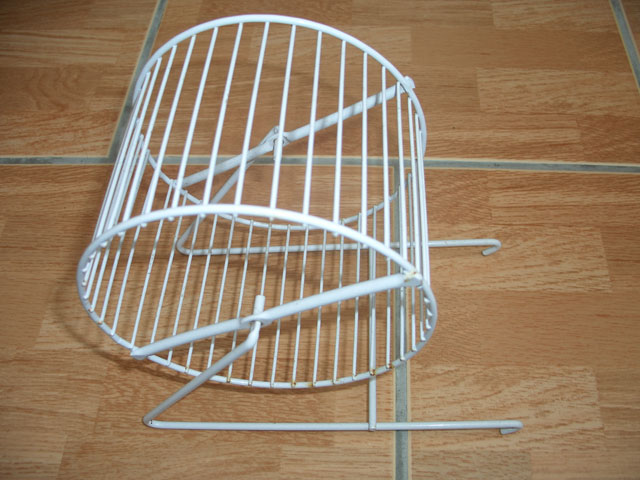
Варіант конструкції білячого колеса (ґратчасте колесо)

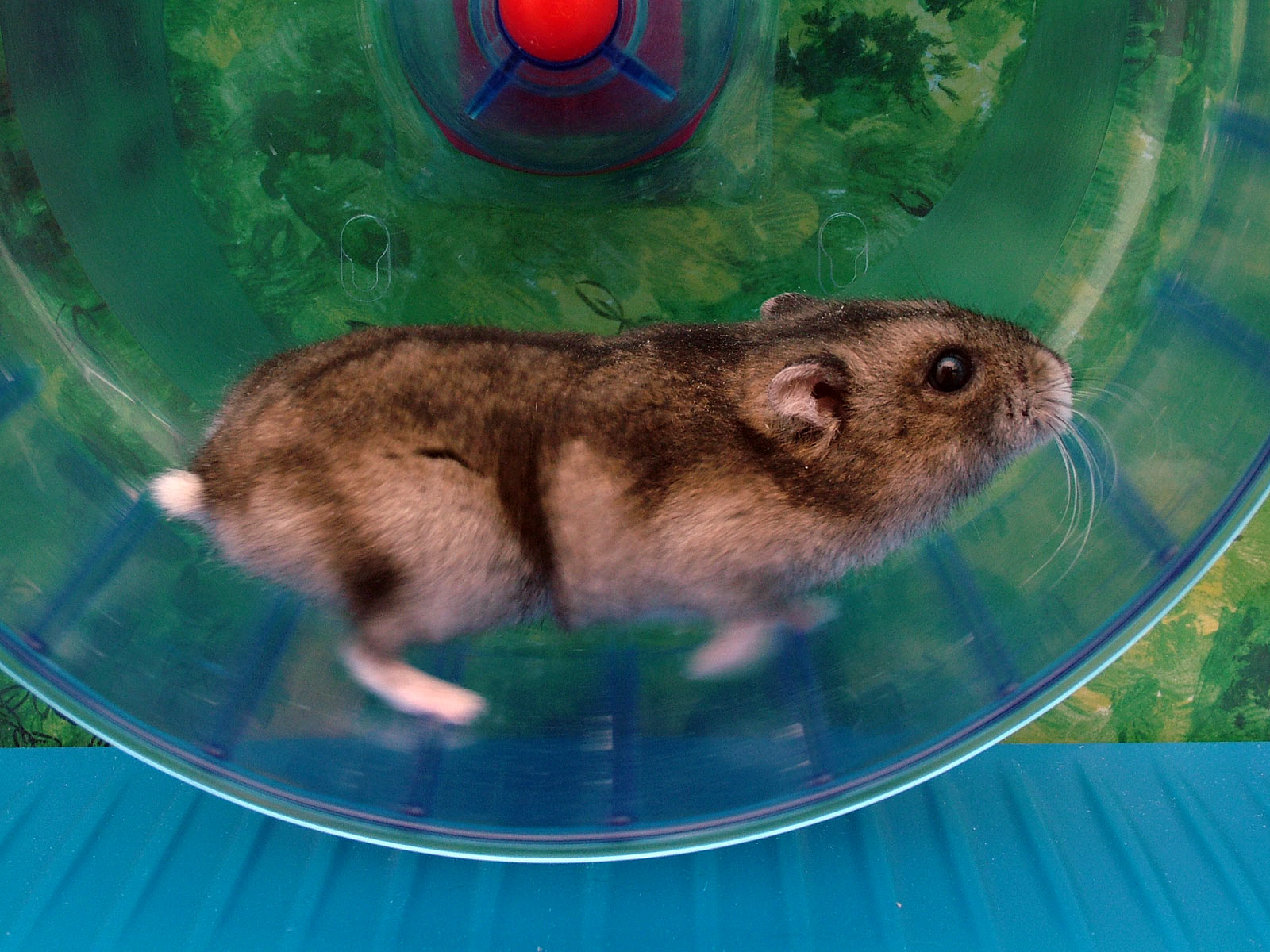
Хом'як у білячому колесі (суцільне колесо)

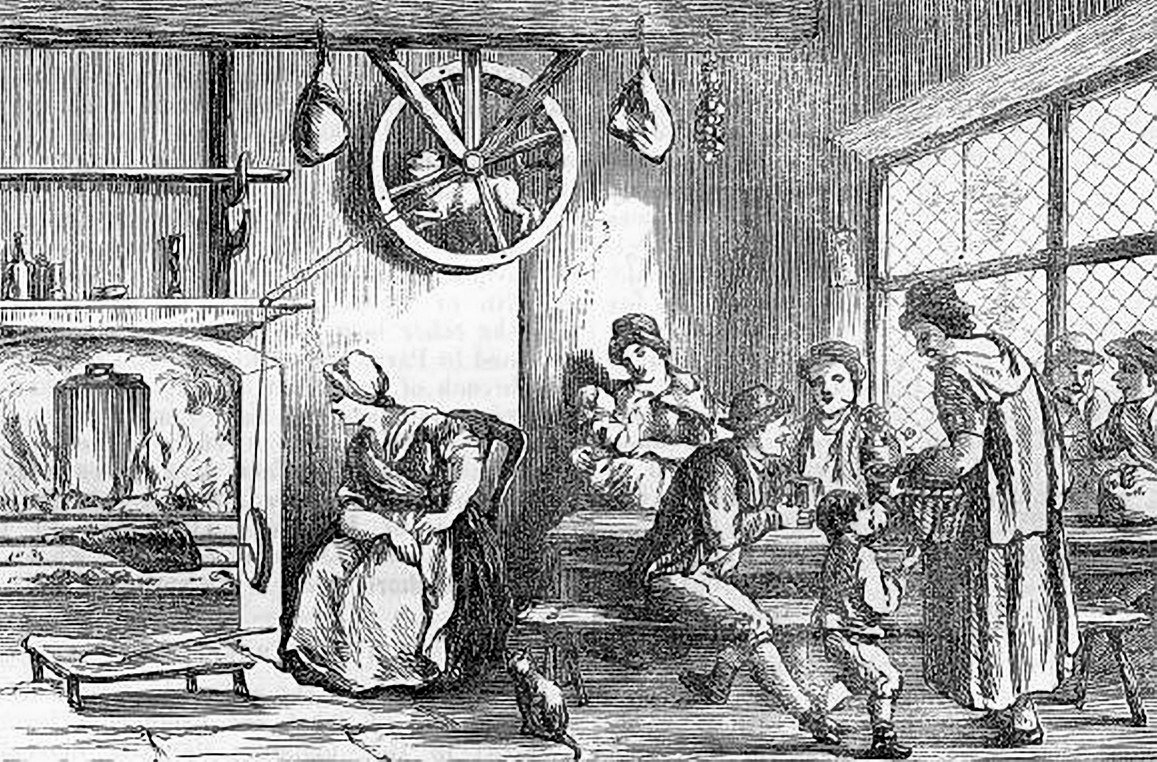
Пес-рожнокрут у білячому колесі — як двигун для обертання рожна, на якому смажиться м'ясо

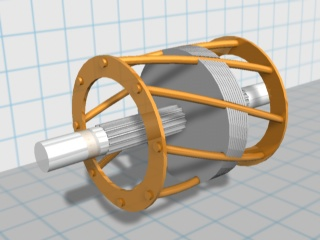
Схематичне зображення ротора електродвигуна змінного струму

Біляче колесо, колесо вивірки — іграшка для домашніх тварин, зазвичай дрібних гризунів (вивірок, мишей, хом'яків, бурундуків і т. ін.), що являє собою колесо, усередині якого бігає тваринка. Може використовуватися також і як тимчасова клітка для перенесення тварини.
Власне конструкція являє собою колесо, що обертається із закріпленою віссю обертання і передбачає, що тварина може бігти в ньому досить довго (поки не втомиться), але нікуди не тікає. Звідси також вираз «Крутитися (крутитися) як білка в колесі». Обвід колеса може бути як ґратчастим, так і суцільним з невеликими виступами. Відстань між прутами (виступами) підбирається з урахуванням анатомічних особливостей того чи іншого виду тварини.
Є дієвим тренажером для підтримки фізичного стану дрібних домашніх тварин.
Існують також подібні атракціони для дітей і дорослих, водночас як в стаціонарному (вісь обертання закріплено), так і в рухомих варіантах (вісь обертання не закріплено).

## «Біляче колесо» в електротехніці
«Біляче колесо» — спосіб з'єднання електричних провідників в роторі асинхронного двигуна змінного струму. Винайдений 1889 року випускником одеського реального училища Михайлом Доливо-Добровольським (німецький патент № 51083 від 8 березня 1889 року під назвою «Anker für Wechselstrommotoren»). Зовні схожий на іграшку, в якій бігають домашні тварини.

## «Біляче колесо» в гомогенізаторах
«Біляче колесо» — форма імпелера, який перекриває майже весь робочий простір мішалки.